# República Popular China en los Juegos Olímpicos de Barcelona 1992
La República Popular China estuvo representada en los Juegos Olímpicos de Barcelona 1992 por un total de 244 deportistas, 117 hombres y 127 mujeres, que compitieron en 23 deportes.
El portador de la bandera en la ceremonia de apertura el jugador de baloncesto Song Ligang.

## Medallistas
El equipo olímpico chino obtuvo las siguientes medallas:
| Nombre                                                         | Deporte            | Competición                  |
| -------------------------------------------------------------- | ------------------ | ---------------------------- |
| Oro                                                            |                    |                              |
| Chen Yueling                                                   | Atletismo          | 10 km marcha F               |
| Li Xiaoshuang                                                  | Gimnasia           | Suelo M                      |
| Lu Li                                                          | Gimnasia           | Barras asimétricas F         |
| Zhuang Xiaoyan                                                 | Judo               | +72 kg F                     |
| Qian Hong                                                      | Natación           | 100 m mariposa F             |
| Zhuang Yong                                                    | Natación           | 100 m libre F                |
| Lin Li                                                         | Natación           | 200 m estilos F              |
| Yang Wenyi                                                     | Natación           | 50 m libreF                  |
| Gao Min                                                        | Saltos             | Trampolín 3 m F              |
| Fu Mingxia                                                     | Saltos             | Plataforma 10 m F            |
| Sun Shuwei                                                     | Saltos             | Plataforma 10 m M            |
| Deng Yaping                                                    | Tenis de mesa      | Individual F                 |
| Deng Yaping Qiao Hong                                          | Tenis de mesa      | Dobles F                     |
| Lü Lin Wang Tao                                                | Tenis de mesa      | Dobles M                     |
| Wang Yifu                                                      | Tiro               | Pistola de aire 10 m M       |
| Zhang Shan                                                     | Tiro               | Skeet                        |
| Plata                                                          |                    |                              |
| Huang Zhihong                                                  | Atletismo          | Peso F                       |
| Guan Weizhen Nong Qunhua                                       | Bádminton          | Dobles F                     |
| Equipo                                                         | Baloncesto         | Torneo F                     |
| Wang Huifeng                                                   | Esgrima            | Florete ind. F               |
| Lu Li                                                          | Gimnasia           | Barra F                      |
| Li Jing                                                        | Gimnasia           | Paralelas M                  |
| Li Jing                                                        | Gimnasia           | Anillas M                    |
| Guo Linyao Li Chunyang Li Dashuang Li Ge Li Jing Li Xiaoshuang | Gimnasia           | Concurso completo por eqs. M |
| Lin Qisheng                                                    | Halterofilia       | 52 kg M                      |
| Liu Shoubin                                                    | Halterofilia       | 56 kg M                      |
| Lin Li                                                         | Natación           | 200 m braza F                |
| Lin Li                                                         | Natación           | 400 m estilos F              |
| Wang Xiaohong                                                  | Natación           | 200 m mariposa F             |
| Zhuang Yong                                                    | Natación           | 50 m libre F                 |
| Le Jingyi Lü Bin Zhuang Yong Yang Wenyi Zhao Kun               | Natación           | 4 × 100 m libre F            |
| Tan Liangde                                                    | Saltos             | Trampolín 3 m M              |
| Qiao Hong                                                      | Tenis de mesa      | Individual F                 |
| Chen Zihe Gao Jun                                              | Tenis de mesa      | Dobles F                     |
| Li Duihong                                                     | Tiro               | Pistola de aire 10 m F       |
| Wang Yifu                                                      | Tiro               | Pistola 50 m M               |
| Wang Xiaozhu Ma Xiangjun Wang Hong                             | Tiro con arco      | Equipos F                    |
| Zhang Xiaodong                                                 | Vela               | Lechner F                    |
| Bronce                                                         |                    |                              |
| Qu Yunxia                                                      | Atletismo          | 1.500 m F                    |
| Li Chunxiu                                                     | Atletismo          | 10 km marcha F               |
| Huang Hua                                                      | Bádminton          | Individual F                 |
| Tang Jiuhong                                                   | Bádminton          | Individual F                 |
| Lin Yanfen Yao Fen                                             | Bádminton          | Dobles F                     |
| Li Yongbo Tian Bingyi                                          | Bádminton          | Dobles M                     |
| Guo Linyao                                                     | Gimnasia           | Paralelas M                  |
| Li Xiaoshuang                                                  | Gimnasia           | Anillas M                    |
| Luo Jianming                                                   | Halterofilia       | 56 kg M                      |
| He Yingqiang                                                   | Halterofilia       | 60 kg M                      |
| Li Zhongyun                                                    | Judo               | –52 kg F                     |
| Zhang Di                                                       | Judo               | –61 kg F                     |
| Sheng Zetian                                                   | Lucha grecorromana | 57 kg M                      |
| Gu Xiaoli Lu Huali                                             | Remo               | Doble scull (W2X) F          |
| Xiong Ni                                                       | Saltos             | Plataforma 10 m M            |
| Ma Wenge                                                       | Tenis de mesa      | Individual M                 |